# Jessica Dubé
Jessica Dubé (ur. 29 października 1987 w Drummondville) – kanadyjska łyżwiarka figurowa, startująca w konkurencji solistek i par sportowych z Bryce Davisonem (później z Sébastienem Wolfe). Dwukrotna uczestniczka igrzysk olimpijskich (2006, 2010), brązowa medalistka mistrzostw świata (2008), wicemistrzyni czterech kontynentów (2009), medalistka zawodów z cyklu Grand Prix, dwukrotna wicemistrzyni świata juniorów (2004, 2005), zwyciężczyni finału Junior Grand Prix (2003), dwukrotna mistrzyni Kanady juniorów (2003, 2004) oraz trzykrotna mistrzyni Kanady seniorów (2007, 2009, 2010). 

## Życiorys
8 lutego 2007 roku, podczas programu dowolnego na mistrzostwach czterech kontynentów w Colorado Springs Dubé doznała kontuzji. W trakcie wykonywania piruetów równoległych w pozycji piruetu wagi, przy trzecim obrocie, płoza łyżwy wolnej nogi Davisona ułożonej równolegle do powierzchni lodu uderzyła w twarz jego partnerkę. Dubé miała ranę szarpaną na środku lewego policzka (bez uszkodzeń oka) i nosa, tracąc przy tym dużo krwi. Po przewiezieniu do szpitala w Colorado Springs otrzymała opiekę chirurga twarzowo-szczękowego J. Christophera Pruitta i tego samego dnia była operowana. 10-centymetrowa rana wymagała założenia 80 szwów, ale badania wykazały, że nie doszło do uszkodzenia nerwu twarzowego. Jessica powróciła do treningów 8 dni po wypadku i w tym samym miesiącu wspólnie z Davisonem wystąpiła na mistrzostwach Kanady. Dubé i Davison wspólnie wzięli udział w terapii eliminującej zespół stresu pourazowego, która polegała na długotrwałym oglądaniu momentu wypadku. Wypadek Dubé jest często wymieniany jako jedna z bardziej drastycznych kontuzji w sporcie.
W kwietniu 2009 roku podczas pokazu mistrzów po zawodach World Team Trophy 2009 w Tokio Dubé przypadkowo uderzyła Davisona łokciem w okolice oczu podczas jednego z trzech obrotów w podnoszeniu twistowym. Davison nie był w stanie jej złapać, przez co Dubé uderzyła głową o taflę lodu. Obydwoje zostali hospitalizowani i przeszli badania, które nie wykazały poważnych obrażeń.
10 marca 2011 roku Dubé i Davison ogłosili zakończenie wspólnej jazdy. W październiku 2010 roku Davison miał operację kolana. Para nie trenowała wspólnie od jesieni 2010 roku z powodu rehabilitacji kolana Davisona, podczas gdy Dubé koncentrowała się już na konkurencji solistek. Wspólnie uznali, że potrzebują zmiany partnerów i pozostali w przyjacielskich stosunkach.
W sezonie 2011/2012 Dubé startowała w parze z Sébastienem Wolfe. Pierwotnie Dubé i Wolfe mieli startować w sezonie 2012/2013, ale w przygotowaniach do sezonu przeszkodziła przewlekła kontuzja prawej stopy Jessiki. Obydwoje podjęli decyzję o zakończeniu kariery sportowej 9 stycznia 2013 roku. W tym samym czasie Dubé podjęła studia na Uniwersytecie Concordia w Montrealu, zdobyła uprawnienia trenerskie (National Coaching Certification Programs; NCCP) i rozpoczęła pracę jako trener w sztabie szkoleniowym swojego byłego trenera Yvana Desjardinsa oraz Michelle Godbout.
Jest francuskojęzyczna.

## Osiągnięcia

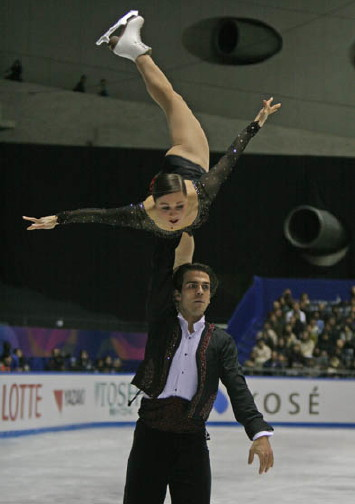
Dubé i Davison wykonujący podnoszenie ręka-biodro z grupy 3 w pozycji gwiazdy na zawodach NHK Trophy 2008

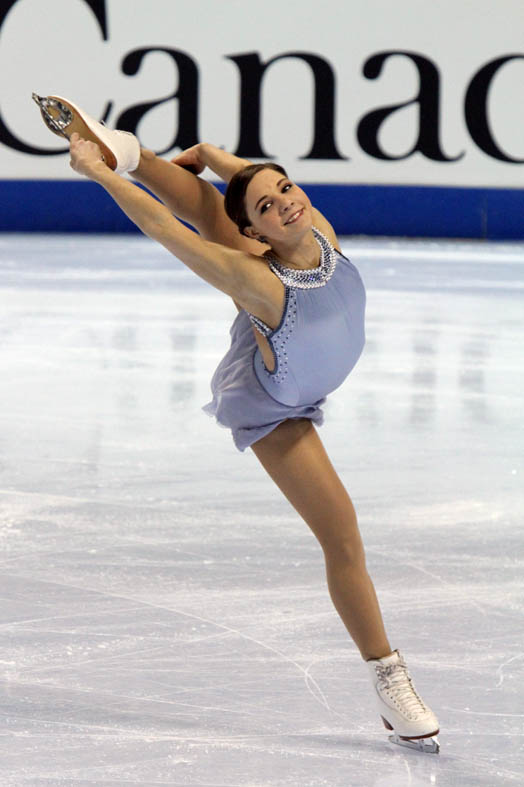
Dubé wykonująca spiralę trzymaną krzyżowo na mistrzostwach Kanady 2011

### Pary sportowe

#### Z Sébastienem Wolfe
| Zawody                           | 11–12          |                |                |                |                |                |                |                |                |                |                |                |                |                |                |                |                |
| Międzynarodowe                   | Międzynarodowe | Międzynarodowe | Międzynarodowe | Międzynarodowe | Międzynarodowe | Międzynarodowe | Międzynarodowe | Międzynarodowe | Międzynarodowe | Międzynarodowe | Międzynarodowe | Międzynarodowe | Międzynarodowe | Międzynarodowe | Międzynarodowe | Międzynarodowe | Międzynarodowe |
| -------------------------------- | -------------- | -------------- | -------------- | -------------- | -------------- | -------------- | -------------- | -------------- | -------------- | -------------- | -------------- | -------------- | -------------- | -------------- | -------------- | -------------- | -------------- |
| Mistrzostwa świata               | 12             |                |                |                |                |                |                |                |                |                |                |                |                |                |                |                |                |
| Mistrzostwa czterech kontynentów | 8              |                |                |                |                |                |                |                |                |                |                |                |                |                |                |                |                |
| GP Skate Canada International    | 6              |                |                |                |                |                |                |                |                |                |                |                |                |                |                |                |                |
| GP Trophée Éric Bompard          | 5              |                |                |                |                |                |                |                |                |                |                |                |                |                |                |                |                |
| Nebelhorn Trophy                 | 6              |                |                |                |                |                |                |                |                |                |                |                |                |                |                |                |                |
| Krajowe                          |                |                |                |                |                |                |                |                |                |                |                |                |                |                |                |                |                |
| Mistrzostwa Kanady               | 2              |                |                |                |                |                |                |                |                |                |                |                |                |                |                |                |                |

#### Z Bryce Davisonem
| Zawody                                | 03–04          | 04–05          | 05–06          | 06–07          | 07–08          | 08–09          | 09–10          |                |                |                |                |                |                |                |                |                |                |
| Międzynarodowe                        | Międzynarodowe | Międzynarodowe | Międzynarodowe | Międzynarodowe | Międzynarodowe | Międzynarodowe | Międzynarodowe | Międzynarodowe | Międzynarodowe | Międzynarodowe | Międzynarodowe | Międzynarodowe | Międzynarodowe | Międzynarodowe | Międzynarodowe | Międzynarodowe | Międzynarodowe |
| ------------------------------------- | -------------- | -------------- | -------------- | -------------- | -------------- | -------------- | -------------- | -------------- | -------------- | -------------- | -------------- | -------------- | -------------- | -------------- | -------------- | -------------- | -------------- |
| Igrzyska olimpijskie                  |                |                | 10             |                |                |                | 6              |                |                |                |                |                |                |                |                |                |                |
| Mistrzostwa świata                    |                |                | 7              | 7              | 3              | 7              | 6              |                |                |                |                |                |                |                |                |                |                |
| Mistrzostwa czterech kontynentów      |                |                |                | WD             |                | 2              |                |                |                |                |                |                |                |                |                |                |                |
| GP Finał Grand Prix                   |                |                |                |                | 4              |                |                |                |                |                |                |                |                |                |                |                |                |
| GP Cup of China                       |                |                | 4              |                |                |                |                |                |                |                |                |                |                |                |                |                |                |
| GP NHK Trophy                         |                |                |                |                | 3              | 3              |                |                |                |                |                |                |                |                |                |                |                |
| GP Skate America                      |                |                | 6              |                | 1              |                |                |                |                |                |                |                |                |                |                |                |                |
| GP Skate Canada International         |                |                |                |                | 2              | 2              | 3              |                |                |                |                |                |                |                |                |                |                |
| GP Trophée Éric Bompard               |                |                |                |                |                |                | 2              |                |                |                |                |                |                |                |                |                |                |
| Międzynarodowe: Kategorie młodzieżowe |                |                |                |                |                |                |                |                |                |                |                |                |                |                |                |                |                |
| Mistrzostwa świata juniorów           | 2              | 2              |                |                |                |                |                |                |                |                |                |                |                |                |                |                |                |
| JGP Finał                             | 1              | WD             |                |                |                |                |                |                |                |                |                |                |                |                |                |                |                |
| JGP w Chinach                         |                | 2              |                |                |                |                |                |                |                |                |                |                |                |                |                |                |                |
| JGP w Japonii                         | 1              |                |                |                |                |                |                |                |                |                |                |                |                |                |                |                |                |
| JGP w Meksyku                         | 1              |                |                |                |                |                |                |                |                |                |                |                |                |                |                |                |                |
| JGP w Stanach Zjednoczonych           |                | 1              |                |                |                |                |                |                |                |                |                |                |                |                |                |                |                |
| Krajowe                               |                |                |                |                |                |                |                |                |                |                |                |                |                |                |                |                |                |
| Mistrzostwa Kanady                    | 1 J            | WD             | 2              | 1              | 2              | 1              | 1              |                |                |                |                |                |                |                |                |                |                |

#### Z Samuelem Tetraultem
| Zawody                                | 01–02                                 | 02–03                                 |                                       |                                       |                                       |                                       |                                       |                                       |                                       |                                       |                                       |                                       |                                       |                                       |                                       |                                       |                                       |                                       |
| Międzynarodowe: Kategorie młodzieżowe | Międzynarodowe: Kategorie młodzieżowe | Międzynarodowe: Kategorie młodzieżowe | Międzynarodowe: Kategorie młodzieżowe | Międzynarodowe: Kategorie młodzieżowe | Międzynarodowe: Kategorie młodzieżowe | Międzynarodowe: Kategorie młodzieżowe | Międzynarodowe: Kategorie młodzieżowe | Międzynarodowe: Kategorie młodzieżowe | Międzynarodowe: Kategorie młodzieżowe | Międzynarodowe: Kategorie młodzieżowe | Międzynarodowe: Kategorie młodzieżowe | Międzynarodowe: Kategorie młodzieżowe | Międzynarodowe: Kategorie młodzieżowe | Międzynarodowe: Kategorie młodzieżowe | Międzynarodowe: Kategorie młodzieżowe | Międzynarodowe: Kategorie młodzieżowe | Międzynarodowe: Kategorie młodzieżowe | Międzynarodowe: Kategorie młodzieżowe |
| ------------------------------------- | ------------------------------------- | ------------------------------------- | ------------------------------------- | ------------------------------------- | ------------------------------------- | ------------------------------------- | ------------------------------------- | ------------------------------------- | ------------------------------------- | ------------------------------------- | ------------------------------------- | ------------------------------------- | ------------------------------------- | ------------------------------------- | ------------------------------------- | ------------------------------------- | ------------------------------------- | ------------------------------------- |
| Mistrzostwa świata juniorów           |                                       | 9                                     |                                       |                                       |                                       |                                       |                                       |                                       |                                       |                                       |                                       |                                       |                                       |                                       |                                       |                                       |                                       |                                       |
| JGP Finał                             | 6                                     | 2                                     |                                       |                                       |                                       |                                       |                                       |                                       |                                       |                                       |                                       |                                       |                                       |                                       |                                       |                                       |                                       |                                       |
| JGP w Holandii                        | 3                                     |                                       |                                       |                                       |                                       |                                       |                                       |                                       |                                       |                                       |                                       |                                       |                                       |                                       |                                       |                                       |                                       |                                       |
| JGP w Japonii                         | 2                                     |                                       |                                       |                                       |                                       |                                       |                                       |                                       |                                       |                                       |                                       |                                       |                                       |                                       |                                       |                                       |                                       |                                       |
| JGP w Kanadzie                        |                                       | 3                                     |                                       |                                       |                                       |                                       |                                       |                                       |                                       |                                       |                                       |                                       |                                       |                                       |                                       |                                       |                                       |                                       |
| JGP w Niemczech                       |                                       | 1                                     |                                       |                                       |                                       |                                       |                                       |                                       |                                       |                                       |                                       |                                       |                                       |                                       |                                       |                                       |                                       |                                       |
| Krajowe                               |                                       |                                       |                                       |                                       |                                       |                                       |                                       |                                       |                                       |                                       |                                       |                                       |                                       |                                       |                                       |                                       |                                       |                                       |
| Mistrzostwa Kanady                    | 1 N                                   | 1 J                                   |                                       |                                       |                                       |                                       |                                       |                                       |                                       |                                       |                                       |                                       |                                       |                                       |                                       |                                       |                                       |                                       |

### Solistki
| Zawody                                | 01–02                                 | 02–03                                 | 03–04                                 | 04–05                                 | 05–06                                 | 06–07                                 | 07–08                                 | 10–11                                 |                                       |                                       |                                       |                                       |                                       |                                       |                                       |                                       |                                       |                                       |
| Międzynarodowe: Kategorie młodzieżowe | Międzynarodowe: Kategorie młodzieżowe | Międzynarodowe: Kategorie młodzieżowe | Międzynarodowe: Kategorie młodzieżowe | Międzynarodowe: Kategorie młodzieżowe | Międzynarodowe: Kategorie młodzieżowe | Międzynarodowe: Kategorie młodzieżowe | Międzynarodowe: Kategorie młodzieżowe | Międzynarodowe: Kategorie młodzieżowe | Międzynarodowe: Kategorie młodzieżowe | Międzynarodowe: Kategorie młodzieżowe | Międzynarodowe: Kategorie młodzieżowe | Międzynarodowe: Kategorie młodzieżowe | Międzynarodowe: Kategorie młodzieżowe | Międzynarodowe: Kategorie młodzieżowe | Międzynarodowe: Kategorie młodzieżowe | Międzynarodowe: Kategorie młodzieżowe | Międzynarodowe: Kategorie młodzieżowe | Międzynarodowe: Kategorie młodzieżowe |
| ------------------------------------- | ------------------------------------- | ------------------------------------- | ------------------------------------- | ------------------------------------- | ------------------------------------- | ------------------------------------- | ------------------------------------- | ------------------------------------- | ------------------------------------- | ------------------------------------- | ------------------------------------- | ------------------------------------- | ------------------------------------- | ------------------------------------- | ------------------------------------- | ------------------------------------- | ------------------------------------- | ------------------------------------- |
| JGP w Chinach                         |                                       |                                       |                                       | 3                                     |                                       |                                       |                                       |                                       |                                       |                                       |                                       |                                       |                                       |                                       |                                       |                                       |                                       |                                       |
| JGP w Meksyku                         |                                       |                                       | 3                                     |                                       |                                       |                                       |                                       |                                       |                                       |                                       |                                       |                                       |                                       |                                       |                                       |                                       |                                       |                                       |
| JGP w Polsce                          |                                       |                                       | 6                                     |                                       |                                       |                                       |                                       |                                       |                                       |                                       |                                       |                                       |                                       |                                       |                                       |                                       |                                       |                                       |
| Mladost Trophy                        | 3 N                                   |                                       |                                       |                                       |                                       |                                       |                                       |                                       |                                       |                                       |                                       |                                       |                                       |                                       |                                       |                                       |                                       |                                       |
| Krajowe                               |                                       |                                       |                                       |                                       |                                       |                                       |                                       |                                       |                                       |                                       |                                       |                                       |                                       |                                       |                                       |                                       |                                       |                                       |
| Mistrzostwa Kanady                    | 2 N                                   | 5 J                                   | 2 J                                   |                                       | 8                                     | WD                                    | 6                                     | 6                                     |                                       |                                       |                                       |                                       |                                       |                                       |                                       |                                       |                                       |                                       |